# Gurumbé, canciones de tu memoria negra
Pour plus de détails, voir Fiche technique et Distribution.
Gurumbé, canciones de tu memoria negra est un film documentaire réalisé par Miguel Ángel Rosales. Il retrace la présence africaine en Espagne entre le XVe siècle et le XIXe siècle et son apport dans la culture musicale espagnole, notamment dans le flamenco.

## Synopsis
Divers chercheurs expliquent que 10 à 15% de la population de Cadix au XVIIe siècle, puis de Séville au XVIIIe siècle était constituée de personnes noires. Cette présence est aussi attestée par la présence d'une confrérie spécifique (dite cofradía de los negritos) de la semaine sainte sévillane ou encore par la présence d'artistes noirs, tel Juan de Pareja d'abord esclave et assistant de Diego Vélasquez, puis peintre libre.
Le documentaire atteste de l'apport africain à la musique espagnole et européenne, notamment baroque, où les syncopes et les contretemps apparaissent avec leur présence, comme l'atteste Fahmi Alqhai.
Le documentaire a été filmé en Espagne, au Mexique, au Portugal et au Sénégal.

## Fiche technique
- Titre : Gurumbé, canciones de tu memoria negra
- Réalisation : Miguel Ángel Rosales
- Production: Miguel Paredes
- Durée: 72 minutes
- Langue: Espagnol et Portugais

## Réception et critique
Ce documentaire est considéré pionnier dans l'argumentaire qu'il démontre. Il fait office de référence quant aux apports des cultures africaines dans le flamenco,,. Beaucoup d'études sont consacrées à l'influence des traditions musicales arabes, juives et gitanes sur le flamenco, mais peu d'équivalents existent pour les traces des civilisation africaines dans ce style musical.
Gurumbé a remporté le prix du Meilleur Documentaire des Premios Espiello ainsi que le prix du Documentaire le plus voté par le public dans son édition de 2017.